# Lake Saint Louis
Lake Saint Louis är en ort i Saint Charles County i Missouri. Vid 2020 års folkräkning hade Lake Saint Louis 16 707 invånare.